# Герб Новоселицького району
Герб Новоселицького району — офіційний символ Новоселицького району, затверджений 22 жовтня 2009 р. рішенням сесії районної ради.

## Опис
Зелений щит розділений прямим лазуровим хрестом з піднятим горизонтальним раменом із золотою облямівкою. В першій частині виноградне гроно натурального кольору, в другій кетяг калини натурального кольору, в третій і четвертій частинах — чорна і золота голови тура. Щит облямований вінком із зеленого дубового листя з золотими колосками та увінчаний стилізованою короною із трьох зелених букових листочків.
Виноград та калина означають молдавське (румунське) та українське населення району, горизонтальне рамено хреста — річка Прут, вертикальне — річка Рокитна, голови биків — частини гербів Буковини (чорна голова тура) та Бессарабії (золота голова тура).